# Léon Roches
Léon Roches (Grenoble, 27 de setembro de 1809 - 1901) foi um representante do governo francês no Japão de 1864 a 1868. Seu grande rival era Harry Parkes.
O Governo Francês apoiou o Bakufu Tokugawa e portanto perdeu popularidade no Japão após a Restauração Meiji.